# Bastardo
Bastardo är en blå vindruva. Den kallas även Trousseau i franska vinregionen Jura men förekommer främst i portugisiska viner och då som inblandningsdruva som stöd till andra druvor. På senare år har den fört en tynande tillvaro.